# Winchester (Indiana)
Winchester város az USA Indiana államában, Randolph megyében, melynek megyeszékhelye is. Lakosainak száma 4843 fő (2020. április 1.).

## Népesség
A település népességének változása:
| Lakosok száma | 532  | 4935 | 4843 |
|               | 1850 | 2010 | 2020 |